# ジーン・ラング
ジーン・ラング（Gene Lang 1962年3月15日- ）はミシシッピ州パスクリスチャン出身のアメリカンフットボール選手。ポジションはランニングバック。

## 経歴
ルイジアナ州立大学でプレーした後、1984年のNFLドラフト11巡でデンバー・ブロンコスに指名されて入団した。
ブロンコス時代の1987年1月、ニューイングランド・ペイトリオッツとのディビジョナルプレーオフで、肩を脱臼したジェラルド・ウィルハイトの代役をサミー・ワインダーと務め、2人合計で後半20回のランで106ヤードを走った。この試合でブロンコスは後半30分中20分ボールを保持した。
クリーブランド・ブラウンズとのAFCチャンピオンシップゲームで第4Q残り約5分にキックオフリターンでケン・ベルがファンブルしたボールをリカバーした。このキックオフで蹴られたボールには、追い風も影響してナックル回転がかかっていた。ブロンコスは自陣2ヤードからの攻撃開始となった。ここからジョン・エルウェイのザ・ドライブと呼ばれるドライブでブロンコスは逆転勝利し、第21回スーパーボウル出場を果たした。
1986年シーズンは、キックオフリターンでNFL7位の22.9ヤードをマークしている。
1988年1月、2年連続の対戦となったブラウンズとのAFCチャンピオンシップゲームでは5回のランで51ヤードを走り、1TDをあげた。チームは38-33で勝利し、第22回スーパーボウル出場を果たした。
1988年から1990年はアトランタ・ファルコンズでプレーした。